# Audrix
 Audrix  (en occitano Audrics) es una población y comuna francesa, situada en la región de Aquitania, departamento de Dordoña, en el distrito de Sarlat-la-Canéda y cantón de Saint-Cyprien.
Se halla en la región histórica de Perigòrd.

## Demografía
| 122 | 116 | 120 | 130 | 180 | 238 |
| Para los censos de 1962 a 1999 la población legal corresponde a la población sin duplicidades (Fuente: INSEE [Consultar]) |     |     |     |     |     |

## Lugares de interés
- La cueva de Proumeyssac.